# Voxan VB1
 (mars 2023).
Si vous disposez d'ouvrages ou d'articles de référence ou si vous connaissez des sites web de qualité traitant du thème abordé ici, merci de compléter l'article en donnant les références utiles à sa vérifiabilité et en les liant à la section « Notes et références ».
La Voxan Boxer 1, également appelée VB1, est un modèle de moto de type sportive, commercialisée par la marque de moto française Voxan.
La première présentation de la VB1 a lieu au salon de la moto de Paris en 1999. L'idée de l'usine, alors en pleine expansion, est de concurrencer les machines sportives japonaise, la Yamaha R1 en tête, avec une machine française.
L'entreprise toulousaine Boxer Bike est chargée de sa conception. Il faut attendre 2001 pour que les premiers exemplaires roulant soient livrés aux acheteurs.
Le freinage est à l'avenant[pas clair]. L'ensemble des disques et des étriers est estampillé Brembo série Or.
Les 31 exemplaires sortent en série limitée. Chaque machine reçoit une plaque portant un numéro.
Les derniers modèles sortis en 2004 reçoivent un kit appelé Evo, comprenant, entre autres, de nouveaux arbres à came et une injection de 54 mm de diamètre. Cet ensemble permet à la VB1 d'offrir des performances légèrement supérieures.